# 6499 Мікіко
6499 Мікіко (6499 Michiko) — астероїд головного поясу, відкритий 27 жовтня 1992 року.
Тіссеранів параметр щодо Юпітера — 3,304.